# Pascal Bomati
Pour les articles homonymes, voir Bomati.
Pas d'image ? Cliquez ici

a Compétitions nationales et continentales officielles uniquement.

b Matchs officiels uniquement.
Dernière mise à jour le 14 février 2023.
Pascal Bomati, né le 13 octobre 1973 à Perpignan (Pyrénées-Orientales), est un joueur français de rugby à XIII et de rugby à XV. 
Avec la Section paloise, il remporte le Challenge européen en 2000.  

## Biographie
Ouvreur, centre ou ailier au rugby à XIII, Pascal Bomati opte en 1997 pour le rugby à XV, où il joue presque exclusivement à l'aile.
Le 24 mai 2003, il est titulaire avec l'USA Perpignan à l'aile en finale de la Coupe d'Europe au Lansdowne Road de Dublin face au Stade toulousain. Il marque un essai à la 84e minute, mais les Catalans ne parviennent pas à s'imposer, s'inclinant 22 à 17 face aux Toulousains qui remportent le titre de champions d'Europe.

## Carrière en rugby à XIII

### Clubs successifs
- XIII Catalan
- Paris Saint-Germain XIII

### Équipe de France
- International

## Carrière en rugby à XV

### Clubs successifs
- CA Brive 1997-1999
- Section paloise 1999-2002
- USA Perpignan 2002-2007

## Palmarès

### En club
- Coupe d'Europe de rugby à XV
  - Finaliste (2) : 1998 avec Brive face à Bath et 2003 avec Perpignan , face au Stade toulousain.
- Challenge européen de rugby à XV :
  - Vainqueur (1) : 2000 avec Pau face au Castres olympique
- Championnat de France de rugby à XV :
  - Finaliste (1) : 2004 avec Perpignan  face au Stade français Paris

### En sélection nationale
- International français de rugby à sept
- International France A : 1 sélection en 2005 (Italie A).